# Émeutes de la bière à Munich
Les émeutes de la bière de Munich, aussi connues sous le nom allemand Münchner Bierrevolution (« Révolution de la bière de Munich »), sont une révolte, survenue en mars 1844 à Munich dans le Royaume de Bavière, contre l'augmentation du prix de la bière décidé par le roi Louis Ier. On l'appelle aussi parfois la « Première révolution de la bière » car il y eut un autre soulèvement en 1888 pour les mêmes raisons. Ces événements ont connu un prolongement à l'époque moderne lors de la « Révolution bavaroise des brasseries de plein air (de) » du 12 mai 1995, dont le nom est une référence volontaire aux événements de 1888.
Le 1er mars 1844, le roi Louis Ier publie un décret augmentant de 1 pfennig le prix de la bière fixé par l'État (précisément une augmentation de 100 schillings/litre), en raison de la pénurie de céréales qui sévit à l'époque. Alors que la précédente hausse du prix du pain a été acceptée, cette hausse du prix de la bière provoque le soir même des émeutes dans le centre-ville de Munich : environ deux mille habitants prennent d'assaut les brasseries et auberges de Munich, brisent des fenêtres et détruisent du mobilier. Les unités de l'armée bavaroise appelée à intervenir refusent d'agir contre les insurgés, et d'autres mesures décidées par la suite échouent également. Le 5 mars 1844, le roi cède finalement et le décret est retiré. Il va même plus loin en octobre 1844 en décrétant une réduction du prix de la bière pour la Hofbräuhaus am Platzl « afin d'offrir aux militaires et à la classe ouvrière une boisson saine et bon marché ». Dès lors, la bière coûte 9 kreuzer, contre 10 précédemment.
Ce soulèvement réussi est considéré par les historiens comme un signe avant-coureur de la révolution de Mars de 1848, qui est également déclenchée par l'augmentation des prix de la bière à Munich, et a été précédée plusieurs fois d'émeutes, principalement en mai. Friedrich Engels est l'auteur en mai 1844 d'un éditorial dans le Northern Star intitulé « Émeutes de la bière en Bavière », dans lequel il écrit que les masses « comprendront vite que pour des questions importantes, il leur est facile d'apprendre [aux autorités] ce que c'est que la peur ».

## Événements similaires
- Émeutes de la bière lager, avril 1855
- Émeutes de la bière à Francfort, avril 1873
- Guerre de la bière de Bamberg, 1907